# Elimus arabicus
Elimus arabicus är en stekelart som beskrevs av Edmund Meade-Waldo 1910.
Elimus arabicus ingår i släktet Elimus och familjen Eumenidae. Inga underarter finns listade i Catalogue of Life.